# British Society of Cinematographers
Die British Society of Cinematographers (BSC) ist eine Vereinigung britischer bildgestaltender Kameraleute (Directors of Photography und Lighting Cameramen).

## Entwicklung
Die BSC ist weder eine Standesorganisation noch ein Berufsverband oder ein gewerkschaftlich orientierter Interessenverband. Ziel der Gesellschaft ist es, hohe Standards in der Kunst und im Handwerk der Kinematographie zu fördern und zu gewährleisten. Mitglied wird man nur auf Einladung durch ein Mitglied der BSC, wenn man aktuell als Kameramann tätig ist, bei mindestens drei professionellen Spielfilmen die Kamera geführt hat und in Großbritannien wohnt. Mitglieder dürfen bei Film- und Fernsehproduktionen das Kürzel BSC ihrem Namen zufügen.
Die BSC wurde 1949 nach einer Idee von Bert Easey (1901–1973), damals Leiter des Denham and Pinewood studio camera departments, als Pendant zur amerikanischen American Society of Cinematographers (ASC) gegründet.
Sitz der Gesellschaft ist London. Seit 2011 ist die BSC ist Mitglied der Cine Guilds of Great Britain.

## Präsidenten
| - 1949–52: Freddie Young - 1952–54: Guy Green - 1954–57: Desmond Dickinson - 1957–60: Freddie Young - 1960–62: Oswald Morris - 1962–64: Christopher Challis - 1964–65: Geoffrey Unsworth - 1965–66: Jack Hildyard - 1966–69: Harry Waxman - 1969–71: Alan Hume - 1971–73: Paul Beeson - 1973–75: Denys N. Coop - 1975–77: Billy Williams - 1977–79: Gerry Turpin - 1979–80: Bob Huke - 1980–82: Alex Thomson | - 1982–84: Tony Imi - 1984–86: Frank Watts - 1986–88: Peter Newbrook - 1988–90: Tony Spratling - 1990–92: Ronnie Taylor - 1992–94: Harvey Harrison - 1994–96: Robin Vidgeon - 1996–98: Mike Southon - 1998–00: Freddie Francis - 2000–02: Clive Tickner - 2002–06: Phil Meheux - 2006–08: Gavin Finney - 2008–10: Sue Gibson - 2010–14: John de Borman - 2014–16: Barry Ackroyd - 2017– : Mike Eley |

## Stipendien und Preise
Die BSC vergibt verschiedene Filmpreise: The Bert Easy Technical Award, Charles Staffell Award for Visual Effects (ab 2001), Best Cinematography Award, Best Cinematography in a Television Drama Award (ab 2011), John Alcott Memorial Award sowie den Lifetime Achievement Award.
Außerdem vergibt sie drei Stipendien, die nach Freddie Francis, Freddie Young und Oswald Morris benannt sind.